# Bissiguin (Ouahigouya)
Pour les articles homonymes, voir Bissiguin.
Ne doit pas être confondu avec Bissighin.
Bissiguin ou Bissigaye est une localité située dans le département de Ouahigouya de la province du Yatenga dans la région Nord au Burkina Faso.

## Géographie
Bissiguin se trouve à 7,5 km au nord-ouest du centre de Ouahigouya, le chef-lieu de la province, et à 3 km à l'ouest de la route nationale 2.

## Santé et éducation
Bissiguin accueille un centre de santé et de promotion sociale (CSPS) tandis que le centre hospitalier régional (CHR) de la province se trouve à Ouahigouya.